# Мысак, Роман Михайлович
Рома́н Миха́йлович Мыса́к (укр. Роман Михайлович Мисак; род. 9 сентября 1991, Львов) — украинский футболист, вратарь львовских «Карпат».

## Карьера
Воспитанник СДЮШОР «Карпаты» (Львов). Выступал за «Карпаты-2» и молодёжный состав «Карпат». С начала 2011 года по лето 2012 года арендовался «Крымтеплицей». В Украинской Премьер-лиге дебютировал 6 октября 2012 года в матче против луганской «Зари».
31 августа 2018 года стал игроком датского клуба «Орхус», подписавши контракт до конца 2018 года.

## Достижения
- Победитель Молодёжного первенства Украины 2009/10.